# Ал Ертер
Алфред Адолф Ал Ертер (енгл. Alfred Adolph "Al" Oerter,Асторија, Њујорк, 19. септембар 1936 —
Форт Мајерс 1. октобар 2007) био је амерички, атлетичар чија је специјалност била бацање диска.
Један је од само тројице олимпијаца који су, у појединачној конкуренцији, победили на четири Олимпијске игре заредом (у Мелбурну 1956, Риму 1960, Токију 1964. и Мексико Ситију 1968). Остала двојица су Данац Пол Елвстрмм (једрење, 1948-1960) и Американац Карл Луис (атлетика, 1984-1996). Ипак, Ертер и Луис једини су олимпијци, људи који су победили 4 пута заредом на Олимпијским играма у истој дисциплини (Елвстрøм је побеђивао у две дисциплине једрења). 
У периоду од 1962. до 1964. четири пута је обарао светски рекорд.

## Занимљивост
После победе на Летњим олимпијским играма у Мексико Ситију завршио је спротску каријер и напустио атлетику. Спортски свет очекивао је да је још једна легенда отишла у олимпијску бесмртност. Међутим, Ертер се активирао десетак година касније и почео опет тренирати, па је у сезони 1979. имао најбољи светски резултат у бацању диска. Желео је учествати на Играма у Москви, па је учествање на америчким олимпијским квалификацијама, где је заузео 4. место, и није се директно пласирао у америчку репрезентацију, већ би, евентуално, био резерва. Међутим, све његове планове у воду је бацио америчко-савезнички бојкот Олимпијских игара у Москви. 
Уместо Москве учествовао је на Олимпијским бојкот играма 1980. у Филделфији, на којим су учествовале све земље западног блока које су бојкотовале игре у Москви. На тим играма завршио је као другопласирани. Колико је био спреман за Москву, говори и резултат који је постигао у мају 1980. од 69,46 што је био његов лични рекорд.
Као пензионер бавио се сликарство, а преминуо је у болници у Форт Мајерсу (Флорида) 2007, од последица кардиоваскуларних проблема, од који је почео боловати седам година раније.